# Rydberg (cráter)

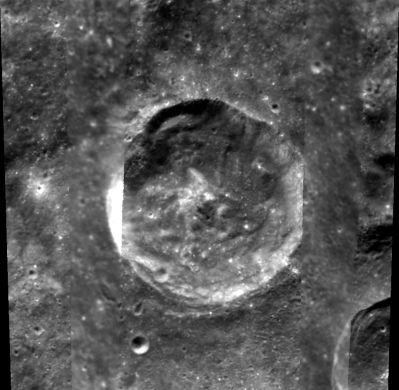
Fotografía de la misión Clementine (1994)

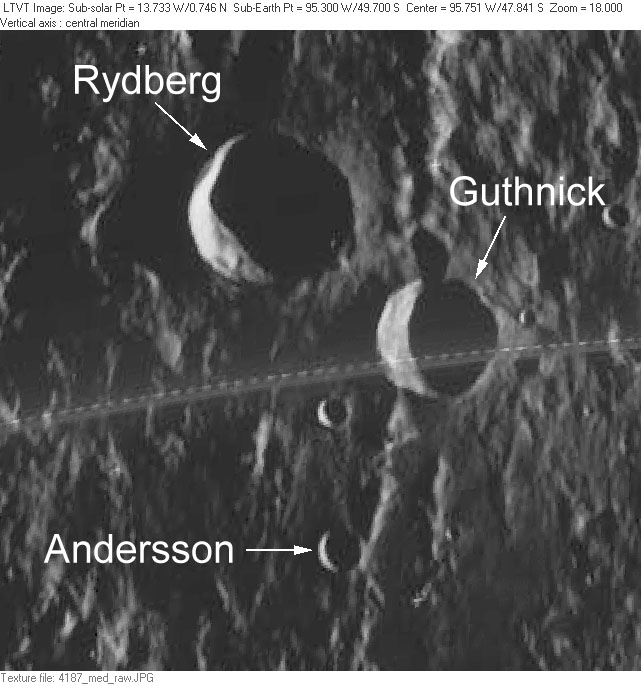
Entorno de Rydberg

Rydberg es un cráter de impacto perteneciente a la cara oculta de la Luna, localizado un poco más allá del limbo suroeste. Se encuentra al sur del Mare Orientale, en la falda exterior de material expulsado que rodea al gran mar circular. Justo al sureste se halla el cráter Guthnick.
|  |

Esta es una formación poco erosionada, con un borde relativamente agudo. Las paredes interiores presentan algún sector aterrazado, con acúmulos de materiales desplomados al pie de la base de los taludes. En el punto medio del interior presenta una cresta central, con una franja baja que se acerca hacia el interior de la pared sur.
El cráter se encuentra cerca del centro de la Cuenca Mendel-Rydberg, una depresión de 630 km de amplitud formada por un impacto del Período Nectárico.
Lleva el nombre del físico sueco Johannes Rydberg.